# Proceso de fosfato de bismuto

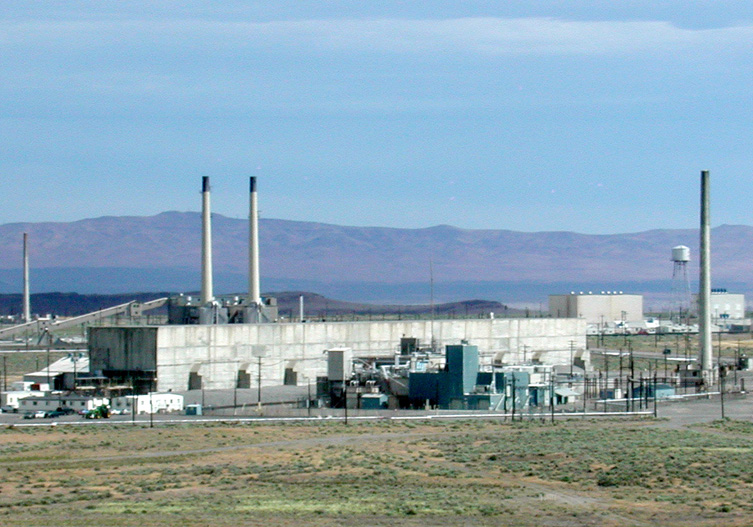
La Planta U de Hanford fue el tercer depósito de procesamiento de plutonio construido en Hanford Site. Dado que las Plantas B y T podían elaborar suficiente plutonio, se convirtió en una instalación de prácticas.

El proceso del fosfato de bismuto, es un proceso que se utilizó para extraer plutonio del uranio irradiado procedente de reactores nucleares. Fue desarrollado durante la Segunda Guerra Mundial por Stanley G. Thompson, un químico que trabajaba para el Proyecto Manhattan en la Universidad de California, Berkeley. Este proceso se empleó para producir plutonio en Hanford Site. Este plutonio se usó en la bomba atómica que se utilizó en el bombardeo atómico de Nagasaki en agosto de 1945. El proceso fue sustituido en la década de 1950 por los procesos REDOX y PUREX.

## Antecedentes
Durante la Segunda Guerra Mundial, el Proyecto Manhattan de los Aliados intentó desarrollar las primeras bombas atómicas. Uno de los métodos consistía en fabricar una bomba a partir de plutonio, que se produjo por primera vez mediante el bombardeo de uranio con deuterones en el ciclotrón de 60 pulgadas (150 cm) del Laboratorio de Radiación de Berkeley en la Universidad de California, Berkeley. Fue aislado el 14 de diciembre de 1940 e identificado químicamente el 23 de febrero de 1941 por Glenn T. Seaborg, Edwin McMillan, Joseph W. Kennedy y Arthur Wahl. Se pensaba que el plutonio-239 sería fisible como el uranio-235 y apto para ser usado en una bomba atómica.
El plutonio podía producirse mediante la irradiación de uranio-238 en un reactor nuclear, aunque nadie había construido todavía uno. No era éste el problema de los químicos del Proyecto Manhattan; el suyo era desarrollar un proceso a gran escala para poder separar los productos de la fisión, algunos de los cuales eran peligrosamente radiactivos; el uranio, cuya química se conocía poco; y el plutonio, cuya química no se conocía casi nada en absoluto y que al principio sólo estaba disponible en cantidades microscópicas.
Se utilizaron cuatro métodos de separación. Seaborg realizó la primera separación con éxito de una cantidad apreciable de plutonio en agosto de 1942, empleando un proceso con fluoruro de lantano. Isadore Perlman y William J. Knox, Jr. investigaron la separación con peróxido porque la mayoría de los elementos formaban peróxidos solubles en soluciones neutras o ácidas. Pronto descubrieron que el plutonio era una excepción. Tras muchos experimentos, descubrieron que podían precipitarlo añadiendo peróxido de hidrógeno a una solución diluida de nitrato de uranio. Consiguieron que el proceso funcionara, pero se obtuvieron toneladas de precipitado, mientras que con el proceso de fluoruro de lantano se obtenían kilogramos.
John E. Willard intentó un método alternativo, basado en el hecho de que algunos silicatos absorbían el plutonio más fácilmente que otros elementos; este método funcionó, pero con una eficacia baja. Theodore T. Magel y Daniel K. Koshland, Jr. investigaron un proceso de extracción con disolventes y Harrison Brown y Orville F. Hill experimentaron con la separación mediante reacciones de volatilidad, basándose en cómo el uranio podía volatilizarse fácilmente por medio del flúor. Ellos y otros químicos del Laboratorio de Radiación del Proyecto Manhattan de la Universidad de California, del Laboratorio Metalúrgico de la Universidad de Chicago y del Laboratorio Ames de la Universidad Estatal de Iowa, exploraron la química del plutonio. Uno de los descubrimientos cruciales fue que el plutonio tenía dos estados de oxidación, uno tetravalente (+4) y otro hexavalente (+6), con propiedades químicas diferentes.
El proceso de fluoruro de lantano se convirtió en el método preferido para su uso en las semifábricas de separación de plutonio del Proyecto Manhattan en Clinton Engineer Works y en las instalaciones de producción del Hanford Site, pero los trabajos posteriores con este proceso mostraron sus dificultades. Se necesitaban grandes cantidades de fluoruro de hidrógeno, que corroían los equipos, y Charles M. Cooper, de DuPont, que se encargaría del diseño y la construcción de las instalaciones, empezó a tener problemas para conseguir estabilizar el plutonio hexavalente en la solución de fluoruro. Además, surgieron dificultades para recuperar el precipitado por filtración o centrifugación.
Mientras los ingenieros químicos trabajaban en resolver estos problemas, Seaborg pidió a Stanley G. Thompson, un compañero de Berkeley, que estudiara la posibilidad de un proceso con fosfatos. Se sabía que los fosfatos de muchos metales pesados eran insolubles en soluciones ácidas. Thompson probó sin éxito los fosfatos de torio, uranio, cerio, niobio y circonio. No esperaba que el fosfato de bismuto (BiPO4) funcionara mejor, pero cuando lo probó el 19 de diciembre de 1942, se sorprendió al descubrir que contenía el 98% del plutonio en solución. La estructura cristalina del fosfato de bismuto era similar a la del fosfato de plutonio, por lo que pasó a conocerse como el proceso del fosfato de bismuto. Cooper y Burris B. Cunningham fueron capaces de reproducir los resultados de Thompson y el proceso del fosfato de bismuto se adoptó como alternativa en caso de que el fluoruro de lantano no funcionara. Los procesos eran muy parecidos y el equipo usado para el fluoruro de lantano podía adaptarse al proceso de fosfato de bismuto de Thompson. En mayo de 1943, los ingenieros de DuPont decidieron adoptar el proceso de fosfato de bismuto para utilizarlo en la fábrica semiacabada de Clinton y en el centro de producción de Hanford.

## Proceso

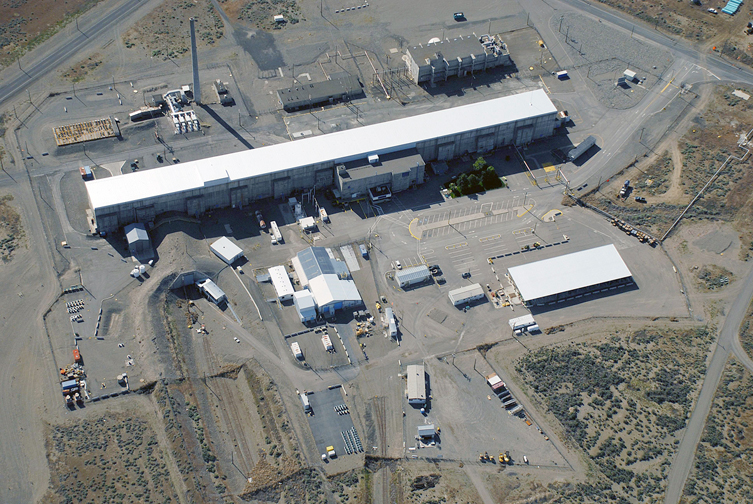
La Planta T fue la primera planta de separación de plutonio. Recibió el apodo de «Queen Mary» por su parecido con el transatlántico.

El proceso del fosfato de bismuto consistía en retirar el revestimiento de aluminio de los lingotes de combustible del uranio irradiado. Dado que en su interior había productos de fisión altamente radiactivos, había que hacerlo a distancia, detrás de una gruesa barrera de hormigón. Esto se hizo en los «cañones» (edificios B y T) de Hanford. Los lingotes se vertían en un disolutor, se cubrían con una solución de nitrato de sodio y se ponían a hervir, a lo que seguía una lenta incorporación de hidróxido de sodio. Tras retirar los residuos y lavar los lingotes, se utilizaron tres porciones de ácido nítrico para disolverlos.
El segundo paso consistía en separar el plutonio del uranio de los productos de fisión. Se añadía nitrato de bismuto y ácido fosfórico, con lo que se producía fosfato de bismuto, que era precipitado llevando consigo el plutonio. Este proceso era muy similar al del fluoruro de lantano, en el que se usaba fluoruro de lantano como transportador. El precipitado se retiraba de la solución con una centrifugadora y el líquido se vertía en forma de residuo. La eliminación de los productos de fisión reducía la radiación gamma en un 90%. El precipitado formaba una costra que contenía plutonio, la cual se colocaba en otro tanque y se disolvía en ácido nítrico. Se añadía bismutato de sodio o permanganato de potasio para oxidar el plutonio. El plutonio era transportado por el fosfato de bismuto en su fase tetravalente, pero no en la hexavalente. El fosfato de bismuto se precipitaba como un producto secundario, dejando el plutonio en disolución.
Este paso se repetía en la tercera fase. El plutonio se reducía de nuevo añadiendo sulfato de amonio ferroso. Se añadió nitrato de bismuto y ácido fosfórico y se precipitó el fosfato de bismuto. Se disolvió en ácido nítrico y se precipitó el fosfato de bismuto. Con este paso se consiguió reducir la radiación gamma en cuatro veces más, de modo que la solución de plutonio tenía ahora 100.000 veces menos radiación gamma que la original. La solución de plutonio se trasladó de los edificios 221 a los 224 a través de tuberías subterráneas. En el cuarto paso, se añadió ácido fosfórico y se precipitó el fosfato de bismuto, que fue eliminado; a continuación, se añadió permanganato de potasio para oxidar el plutonio.
En el paso «de cruce», se empleó el proceso del fluoruro de lantano. Se añadieron de nuevo sales de lantano y fluoruro de hidrógeno y se precipitó el fluoruro de lantano, mientras que el plutonio hexavalente se quedó en la disolución. De este modo se eliminaban lantánidos como el cerio, el estroncio y el lantano, que el fosfato de bismuto no podía eliminar. El plutonio se redujo de nuevo con ácido oxálico y se repitió el proceso del fluoruro de lantano. Esta vez se añadió hidróxido de potasio para metatetizar la solución. El líquido se eliminó con una centrifugadora y el sólido se disolvió en ácido nítrico para formar el nitrato de plutonio. Llegados a este punto, un lote de 1200 litros se habría concentrado en 30 litros.
El último paso se llevó a cabo en el edificio 231-Z, donde se añadieron peróxido de hidrógeno, sulfatos y nitrato de amonio a la solución y el plutonio hexavalente se precipitó en forma de dióxido de plutonio. Éste se disolvía en ácido nítrico y se introducía en latas de transporte, que eran hervidas en aire caliente para producir una pasta de nitrato de plutonio. Cada lata pesaba aproximadamente 1 kg y se envió al Laboratorio de Los Álamos. Los envíos se hicieron en un camión que transportaba veinte latas y la primera llegó a Los Álamos el 2 de febrero de 1945. El plutonio se utilizó en el diseño de la bomba Fat Man probada en el ensayo nuclear Trinity el 16 de julio de 1945, y en el bombardeo de Nagasaki el 9 de agosto de 1945.

## Desmantelamiento
En 1947, comenzaron en Hanford los experimentos con un nuevo proceso REDOX que utilizaba metil-isobutil-cetona («hexona») como extractor, que era más eficaz. La construcción de una nueva planta REDOX se inició en 1949 y las operaciones comenzaron en enero de 1952, cerrando la planta B ese mismo año. Las mejoras en la planta T dieron como resultado un aumento del 30% en la productividad y se realizaron mejoras en la planta B. Hubo planes para reactivar la planta B, pero la nueva planta PUREX que se inauguró en enero de 1956 era tan eficiente que la planta T se cerró en marzo de 1956 y los planes para reactivar la planta B se abandonaron. En 1960, la producción de la planta PUREX había superado la producción combinada de las plantas B y T y la planta REDOX.